# Аш, Натан
Натан Аш (англ. Nathan Asch; 10 июля 1902, Варшава, Царство Польское, Российская империя, — 23 декабря 1964, Сан-Франциско, США) — польско-американский писатель еврейского происхождения, сын драматурга Шолома Аша.

## Биография
В 1912 году семья Ашей переехала в Париж, а три года спустя перебралась в США и поселилась на нью-йоркском Статен-Айленде. Натан Аш учился в Сиракузском и Колумбийском университетах Нью-Йорка. Он работал биржевым маклером, и в 1923 году вернулся в Париж. Там он познакомился с Эрнестом Хемингуэем, всячески поддерживавшим его. В 1924 году три рассказа Аша при помощи Эзры Паунда и Хемингуэя были опубликованы в парижском журнале The Transantlantic Review. В 1926 году Аш вернулся в США. В 1930-х он работал в Голливуде сценаристом для кинокомпании Paramount Pictures, также поддерживая контакты с Film and Photo League.
Аш много издавался на немецком языке: в 1925 году в журнале Der Querschnitt появилась его повесть Marc Kranz, повести Tod eines Helden и Im stillen Thal в 1931 году были опубликованы в журнале Die Neue Rundschau, романы Аша выходили в солидных немецких издательствах. Его книги (как и книги его отца) были сожжены нацистами во время акции 10 мая 1933 года. Клаус Манн печатал тексты Аша в своем журнале Die Sammlung. 18 января 1935 года в № 2/3 пражского немецкоязычного издания Europäischen Hefte появилось его эссе Rooseveltismus aus der Nähe.
Последний роман Аша вышел в Америке в 1937 году; рассказы же публиковались такими ведущими изданиями, как The New Yorker, New Republic, Commentary, Yale Review, Virginia Quarterly Review.
В 1937—1939 годах Аш работал в Управлении общественных работ США.
В 1942—1945 годах служил в ВВС и был награждён медалью ВВС США (1944) и медалью «Бронзовая звезда» (1945).

## Избранные сочинения
- The Office. — New York: Harcourt, Brace, 1925 (в русском переводе — «Контора»).
- Love in Chartres. — New York: A. & C. Boni, 1927.
- Pay Day. — New York: Brewer & Warren, 1930.
- The Valley. — New York: Macmillan, 1935.
- The Road: In Search of America. — New York: Norton, 1937 (в русском переводе — «Дорога. В поисках Америки»).
- The Nineteen-Twenties: An Interior // The Paris Review. — № 6. — 1954.
- My Father and I // Commentary. — Vol. 39. — January 1965. — P. 55-65.